# Katterbach (Bergisch Gladbach)
Katterbach ist ein Stadtteil von Bergisch Gladbach und gehört mit der Nr. 12 zum Statistik-Bezirk 1 der Stadt.

## Der Name Katterbach
Der Bach mit dem Namen Katterbach hat dem ehemaligen Weiler und heutigen Stadtteil seinen Namen gegeben. Er entspringt in dem Gebiet, wo die Voiswinkeler Straße und der Hufer Weg zusammenstoßen. Für das Bestimmungswort „Katter“ liegen unterschiedliche Deutungen vor. Während die früheste spätmittelalterliche Erwähnung den Namen in der heutigen Schreibweise nennt, findet man im 18. Jahrhundert auch die Form „Kattenbach“. Das Urkataster verzeichnet die Siedlung in der mundartlichen Form „Kattemich“. Höchstwahrscheinlich leitet sich das Wort vom althochdeutschen „kataro“ (= Kater) her, das in etymologischem Bezug zum spätlateinischen „cattus / catta“ steht. Demnach hätte der Name ein fließendes Gewässer bezeichnet, an dem ursprünglich die im Rheinland ausgerottete Wildkatze lebte.

## Geschichte
Die Siedlung Katterbach ist vermutlich in fränkischer Zeit gegründet worden und zählt somit zu den ältesten frühmittelalterlichen Siedlungskernen im Stadtgebiet Bergisch Gladbach. Im Hochmittelalter existierte dort ein Hof, dessen Besitzer 1222 als „Jakob Herr zu Katterbach und über dem Bach“ erwähnt wurde. Im 15. Jahrhundert lagen beidseits des Bachs zwei Hofstellen, die das „Paffrather Rote Meßbuch“ unter der Ortsbezeichnung „Katterberch“ nennt. Das Rittergut Katterbach war Eigentum des gleichnamigen Edelgeschlechts, das 1802 mit Philipp von Katterbach erlosch. Bis zum Beginn des 20. Jahrhunderts blieb Katterbach auf den ursprünglichen Weiler begrenzt, der 1841 aus lediglich vier bis sechs kleineren Gebäuden bestand.
Aus dem verstärkt einsetzenden Bevölkerungswachstum seit den 1880er Jahren resultierte auch eine zunehmende Bautätigkeit, so dass sich aus dem jahrhundertealten Siedlungsgebiet um Katterbach infolge der Anlage neuer Straßen und Siedlungskomplexe innerhalb einiger Jahrzehnte ein nicht geschlossen, aber doch dicht bebauter „Stadtteil“ entwickelte, der die ursprüngliche Siedlungslandschaft weitgehend überformt hat. Vor der Einführung der so genannten „Wohnplätze“ gehörte Katterbach zu Paffrath und teilweise zu Schildgen. 
An zahlreichen Stellen hat man Spuren von mittelalterlichem Bergbau auf Raseneisenstein und mittelalterliche Eisenschmelzöfen gefunden. Bei Ausgrabungen fand man hier auch viele Brennöfen mit Scherben der berühmten Paffrather Kugeltöpfe.

## Bevölkerung
Nach der EDV-Einwohnerdatei verfügte Katterbach am 30. Juni 2017 über insgesamt 4.925 Einwohner (davon 421 Ausländer). Die Altersgruppe über 65 Jahre war mit 1.264 Einwohnern (davon 75 Ausländer) deutlich stärker als die Altersgruppe unter 18 Jahre mit nur 829 Einwohnern (davon 48 Ausländer).